# Adrián Arregui
Pour les articles homonymes, voir Arregui.
Adrián Arregui, né le 12 août 1992 à Berazategui en Argentine, est un footballeur argentin. Il joue au poste de milieu défensif.

## Biographie
Il joue six matchs en Major League Soccer avec l'Impact de Montréal.